# Where Are My Children?
Where Are My Children? er en amerikansk stumfilm fra 1916 af Phillips Smalley og Lois Weber.

## Medvirkende
- Tyrone Power Sr. som Richard Walton
- Mrs. Tyrone Power som Mrs. Richard Walton
- Marie Walcamp som Mrs. William Carlo
- Cora Drew
- Rena Rogers som Lillian